# Trigonias
Trigonias es un género extinto de rinocerontes, que vivió durante el Eoceno superior, hace unos 35 millones de años, en América del Norte (Prothero, 2005).

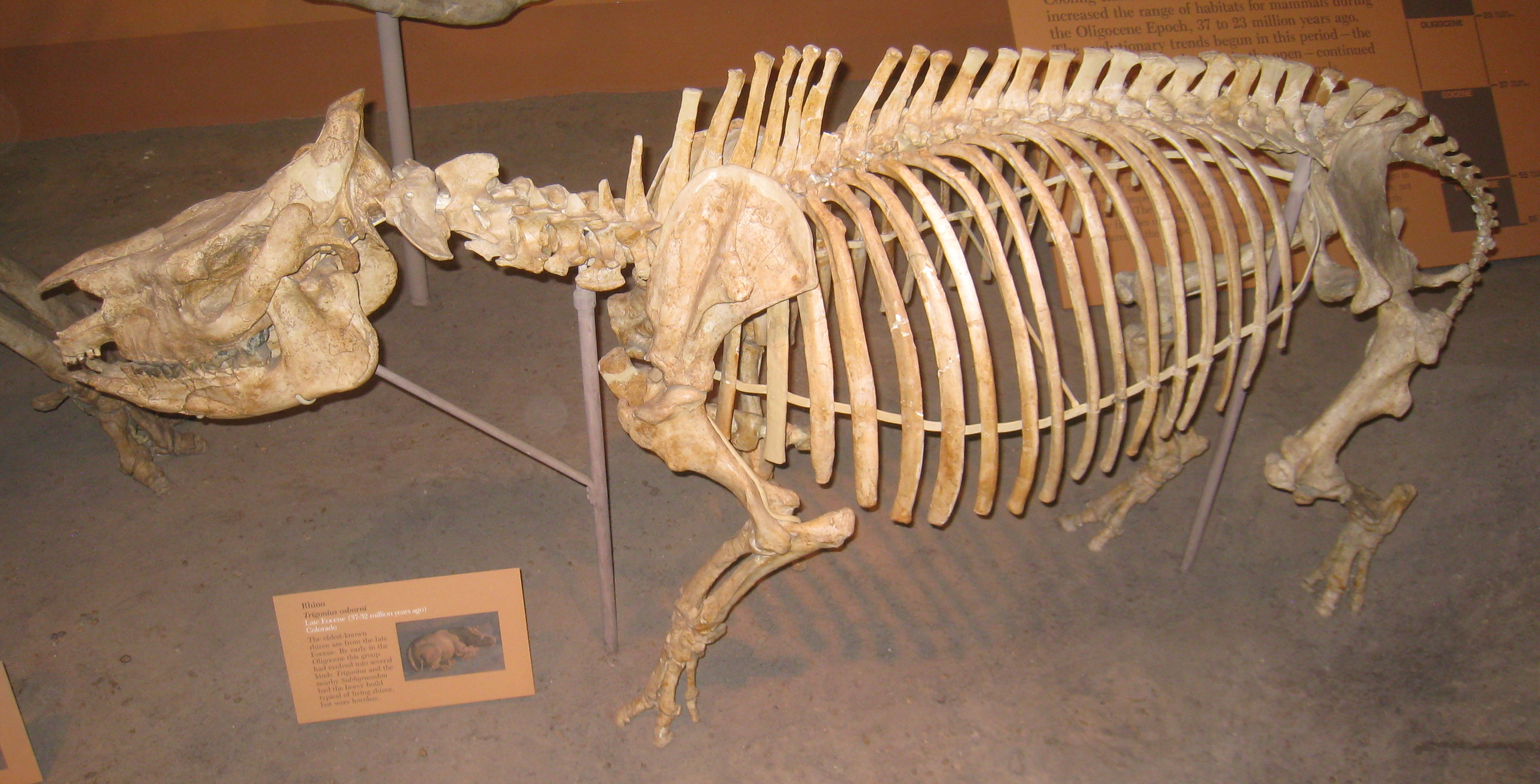
Trigonias osborni

Es el género de rinoceronte más antiguo del que se ha encontrado un esqueleto en buen estado. El Trigonias medía aproximadamente 2,8 m de longitud, y a pesar de que carece de cuernos, es muy parecido a los rinocerontes actuales. Las patas delanteras tenían 5 dedos en los pies (en contraste con el rinoceronte actual, que solo tiene 3 dedos), aunque el quinto era vestigial.